# آنتونیو کافیرو
آنتونیو کافیرو (انگلیسی: Antonio Cafiero; زاده ۱۲ سپتامبر ۱۹۲۲ – درگذشته ۱۳ اکتبر ۲۰۱۴) سیاست‌مدار اهل آرژانتین بود.
آنتونیو کافیرو در ۱۳ اکتبر ۲۰۱۴، در سن ۹۲ سالگی در بوئنوس آیرس درگذشت.